# James Wan
James Wan (Kuching, 27 de fevereiro de 1977) é um diretor, roteirista e produtor de cinema australiano.
Os filmes dirigidos por James Wan são Jogos Mortais, Gritos Mortais, Sentença de Morte, Sobrenatural, Sobrenatural 2, Invocação do Mal, Invocação do Mal 2, Velozes e Furiosos 7, Aquaman,  Malignant e Aquaman And the Lost Kingdom.
Segundo o Box Office Mojo, todos os longas que dirigiu já arrecadaram 3,6 bilhões de dólares.

## Filmografia
| Ano  | Filme                                  | Diretor | Produtor  | Roteirista |                                      |
| ---- | -------------------------------------- | ------- | --------- | ---------- | ------------------------------------ |
| 2000 | Styngian                               | Sim     | Não       | Sim        |                                      |
| 2003 | Saw                                    | Sim     | Não       | História   | Curta-metragem                       |
| 2004 | Saw                                    | Sim     | Não       | História   |                                      |
| 2005 | Saw II                                 | Não     | Executivo | Não        |                                      |
| 2006 | Saw III                                | Não     | Executivo | História   |                                      |
| 2007 | Dead Silence                           | Sim     | Não       | História   |                                      |
| 2007 | Death Sentence                         | Sim     | Não       | Não        |                                      |
| 2007 | Saw IV                                 | Não     | Executivo | Não        |                                      |
| 2008 | Doggie Heaven                          | Sim     | Não       | Sim        | Curta-metragem                       |
| 2008 | Saw V                                  | Não     | Executivo | Não        |                                      |
| 2009 | Saw VI                                 | Não     | Executivo | Não        |                                      |
| 2010 | Saw 3D                                 | Não     | Executivo | Não        |                                      |
| 2011 | Insidious                              | Sim     | Não       | Não        | Também é editor.                     |
| 2013 | The Conjuring                          | Sim     | Não       | Não        |                                      |
| 2013 | Insidious: Chapter 2                   | Sim     | Não       | História   |                                      |
| 2014 | Annabelle                              | Não     | Sim       | Não        |                                      |
| 2015 | Demonic                                | Não     | Sim       | Não        |                                      |
| 2015 | Furious 7                              | Sim     | Não       | Não        |                                      |
| 2015 | Insidious: Chapter 3                   | Não     | Sim       | Não        |                                      |
| 2016 | The Conjuring 2                        | Sim     | Sim       | História   |                                      |
| 2016 | Lights Out                             | Não     | Sim       | Não        |                                      |
| 2017 | Annabelle: Creation                    | Não     | Sim       | Não        |                                      |
| 2017 | Jigsaw                                 | Não     | Executivo | Não        |                                      |
| 2018 | Insidious: The Last Key                | Não     | Sim       | Não        |                                      |
| 2018 | The Nun                                | Não     | Sim       | História   | Também é diretor de segunda unidade. |
| 2018 | Aquaman                                | Sim     | Não       | História   |                                      |
| 2019 | The Curse of La Llorona                | Não     | Sim       | Não        |                                      |
| 2019 | Annabelle Comes Home                   | Não     | Sim       | História   |                                      |
| 2021 | The Conjuring: The Devil Made Me Do It | Não     | Sim       | Não        |                                      |
| 2021 | Mortal Kombat                          | Não     | Sim       | Não        |                                      |
| 2021 | There's Someone Inside Your House      | Não     | Sim       | Não        |                                      |
| 2021 | Spiral: From the Book of Saw           | Não     | Executivo | Não        |                                      |
| 2021 | Malignant                              | Sim     | Sim       | História   |                                      |
| 2023 | M3GAN                                  | Não     | Sim       | História   |                                      |
| 2023 | Insidious: The Red Door                | Não     | Sim       | Não        |                                      |
| 2023 | The Nun 2                              | Não     | Sim       | História   |                                      |
| 2023 | Saw X                                  | Não     | Executivo | Não        |                                      |
| 2023 | Aquaman And the Lost Kingdom           | Sim     | Sim       | História   |                                      |
| 2025 | O Macaco                               | Não     | Sim       | Não        |                                      |

## Colaboradores recorrentes
Ao longo de sua carreira de diretor, Wan escalou certos atores repetidamente:
| Atores          | Saw (2004) | Gritos Mortais (2007) | Sentença de Morte (2007) | Insidious (2011) | The Conjuring (2013) | Insidious: Chapter 2 (2013) | Furious 7 (2015) | The Conjuring 2 (2016) | Aquaman (2018) |
| --------------- | ---------- | --------------------- | ------------------------ | ---------------- | -------------------- | --------------------------- | ---------------- | ---------------------- | -------------- |
| Leigh Whannell  | Sim        |                       | Sim                      | Sim              |                      | Sim                         |                  |                        |                |
| Donnie Wahlberg | Sim        | Sim                   |                          |                  |                      |                             |                  |                        |                |
| Judith Roberts  |            | Sim                   | Sim                      |                  |                      |                             |                  |                        |                |
| Patrick Wilson  |            |                       |                          | Sim              | Sim                  | Sim                         |                  | Sim                    | Sim            |
| Rose Byrne      |            |                       |                          | Sim              |                      | Sim                         |                  |                        |                |
| Ty Simpkins     |            |                       |                          | Sim              |                      | Sim                         |                  |                        |                |
| John Brotherton |            |                       |                          |                  | Sim                  |                             | Sim              |                        |                |
| Lin Shaye       |            |                       |                          | Sim              |                      | Sim                         |                  |                        |                |

## Recepção
Diretor
A tabela mostra a nota da crítica, o custo e a bilheteria de cada filme dirigido por James Wan.
| Filme                | Rotten Tomatoes | Orçamento    | Bilheteria     |
| -------------------- | --------------- | ------------ | -------------- |
| Saw                  | 48%             | $1.2 milhão  | $104.7 milhões |
| Gritos Mortais       | 21%             | $20 milhões  | $22 milhões    |
| Sentença de Morte    | 20%             | $20 milhões  | $17 milhões    |
| Insidious            | 66%             | $1.5 milhão  | $97 milhões    |
| The Conjuring        | 86%             | $20 milhões  | $318 milhões   |
| Insidious: Chapter 2 | 39%             | $5 milhões   | $161.9 milhões |
| Furious 7            | 80%             | $190 milhões | $1.516 bilhão  |
| The Conjuring 2      | 76%             | $40 milhões  | $320.3 milhões |
| Aquaman              | 65%             | $200 milhões | $1.148 bilhão  |